# Pustelnik rzeczny
Pustelnik rzeczny (Phaethornis aethopygus) – gatunek małego ptaka z podrodziny pustelników (Phaethornithinae) w obrębie rodziny kolibrowatych (Trochilidae). Występuje endemicznie pomiędzy dwiema rzekami: Tapajós i Rio Xingu w północno-środkowej Brazylii. Siedlisko, w jakim ten kolibrowaty żyje, to lasy deszczowe typu terra firme. Opisany w 1950 roku, był synonimizowany z innymi pustelnikami (Phaethornis), dopiero niedawno nadano mu rangę gatunku. Najprawdopodobniej odżywia się nektarem, a suplementuje dietę bezkręgowcami. Międzynarodowa Unia Ochrony Przyrody uznaje obecnie tego ptaka za gatunek narażony (VU), wcześniej za bliskiego zagrożenia (NT).

## Taksonomia
Gatunek ten opisał John Todd Zimmer w 1950 roku jako Phaethornis longuemareus aethopyga. Autor założył, że opisany przez niego ptak to jeden z podgatunków pustelnika rdzawego (Phaethornis longuemareus). Jako miejsce typowe odłowu holotypu zostało wskazane Caxiricatuba na prawym brzegu rzeki Tapajós w Brazylii. Przez wiele następnych lat pustelnik rzeczny był postrzegany raczej jako hybryda dwóch gatunków: pustelnika ciemnogardłego (Phaethornis rupurumii; podgatunek amazonicus) oraz pustelnika rdzawobrzuchego (Phaethornis ruber; podgatunek nominatywny). Badania Piacentini et al. (2009) polegające na sprawdzeniu ubarwienia, porównaniu zasięgów występowania z innymi pustelnikami i zachowania zaprzeczają hybrydowemu pochodzeniu P. aethopygus i tytułują omawianego ptaka gatunkiem. Tę teorię popiera Międzynarodowy Komitet Ornitologiczny (IOC) i inne autorytety.
Gatunek monotypowy.

### Etymologia
- Phaethornis (Phrethornis, Phaetornis, Phaethornus, Phaethornis): gr. φαεθων phaethon „słońce”, od φαω phaō „świecić”; ορνις ornis, ορνιθος ornithos „ptak”[8],
- aethopygus  αιθος aithos „ogień”, „ciepło od ognia”; πυγος pugos – zad, kuper[9].

## Występowanie
Zasięg tego gatunku ograniczony jest do brzegów rzek: Tapajós, Teles Pires i Xingu w północno-środkowej Brazylii.
Siedliskiem tego kolibra są lasy deszczowe typu terra firme. Żyje również w lasach, które zostały spalone i wtórnie się rozrastają.

## Morfologia
Długość ciała do 9 cm. Typowo mały pustelnik z średniej wielkości dziobem, skierowanym ku dołowi.
Wyraźny dymorfizm płciowy w upierzeniu. Kantarek, policzki i ich okolice samiec ma brązowawe i czarniawe. Ogólnie jest zielonkawy (w tonacji oliwkowej) z metalicznym połyskiem, a jego kuper jest czerwonawy. Sterówki brązowe w ciemnej tonacji. Ogon na końcu się zwęża. Gardło z czarnego przechodzi gdzieniegdzie w pomarańcz lub czerwień, sięgając od szyi do piersi. Od podobnego pustelnika andyjskiego (P. atrimentalis) można go rozróżnić po większej liczbie pomarańczowych akcentów na ciele, p. andyjski ma czarną przepaskę na piersi, a p. rzeczny ma więcej czerni w okolicach gardła i wola. Samica opisywanego ptaka różni się od samca głównie bledszymi barwami i brakiem czarniawych odznaczeń na gardle i szyi, ponadto jej ogon jest bardziej klinowaty. Szczęka jest czarna, a żuchwa żółtawa, podobnie jak nogi. Pazurki czarne. U obu płci kilka zewnętrznych sterówek jest białych, podobnie jak broda.
Dotychczas nie opisano dokładnie głosu P. aethopygus.

## Ekologia
Słabo poznany gatunek. Nie wiadomo, czy odbywa jakiekolwiek migracje. Odżywia się nektarem, a dietę najprawdopodobniej suplementuje małymi bezkręgowcami np. pająkami (Araneae). Lęgi podobnie jak wędrówki także nieznane, jedynie obserwowano niektóre samce śpiewające w grudniu.

## Status
Międzynarodowa Unia Ochrony Przyrody od 2018 roku uznaje pustelnika rzecznego za gatunek narażony (VU – Vulnerable), wcześniej za gatunek bliski zagrożenia (NT – Near Threatened). Liczebność nie jest znana, a trend populacji uznawany jest za spadkowy. Jest to dość słabo poznany gatunek, o stosunkowo małym zasięgu występowania. Zagraża mu niszczenie i fragmentacja siedlisk poprzez wycinkę lasów, budowę dróg czy osiedli ludzkich, przekształcanie terenów w pastwiska. Mimo to w przeciwieństwie do innych kolibrowatych jest dość oportunistyczny pod względem wyboru siedliska.